# Marianne Colijn
Marianne Margaretha Colijn (Medan, 11 mei 1912 – omgeving Hilversum, 14 april 1998) was een Nederlands schrijfster en logopedist.
Marianne Colijn was dochter van Anna Maartje Knibbe en Pieter Adriaan Colijn, in later leven burgemeester van Boskoop en Alphen aan den Rijn. Haar vader was een broer van Hendrikus Colijn. In 1953 trouwde ze met Pieter van Noortwijk, ging in Hilversum wonen, maar bleef veelal onder haar eigen naam schrijven..
Het gezin waarin ze opgroeide, vestigde zich rondom haar zevende in Nederland; haar vader werd in 1923 burgemeester van Boskoop. Colijn bezocht de Middelbare meisjesschool (MMS) en deed een poging om Franse taal en letterkunde te studeren. Dat was geen doorslaand succes en tijdens haar werk als secretaresse studeerde ze logopedie en foniatrie. Ze gaf vervolgens les in stemvorming aan "Instituut voor Taalexpressie" (onderdeel Universiteit Utrecht) en "Akademie voor Expressie door Woord en gebaar".
Ze begon met het schrijven van artikelen, dat haar goed afging. In 1955 bracht ze haar debuut uit in de vorm van de novelle Te vuur en te zwaard, dat prompt door de NCRV op de televisie werd gebracht in een monoloog van Trins Snijders. Vanaf 1975 schreef ze onder invloed van een jeugdblad voornamelijk kinderboeken, waarin ze zich kon uitleven.

## Oeuvre (selectief)
- 1955: Te vuur en te zwaard
- 1960: Spin in de morgen (bundel van novellen)
- 1962: Nacht zonder ontmoeting (bundel van novellen) levert een reisbeurs op
- 1969: Tekens van leven (bundel van artikelen voor tijdschrift Ontmoeting)
- 1975: De klap van de boemerang
- 1978: Merel Veronika, wereldkind
- 1980: Waarom heb je ’t gedaan?
- 1982: Spanning, ontspanning, veerkracht (Hou van je lijf, stemoefeningen)
- 1983: Het FInlandhuis
- 1984: Yo-Ling-Hop, de vliegende vuurtorendraak
- 1986: Niet bang voor krokodillen
- 1988: De groene senora
- 1994: Danser op het dak (verhalen met Indische achtergrond; tevens hoorspel)
- Toneelstuk Het antwoord voor Nederlandse Christelijke Vrouwenbond

### Hoorspelen
Samen met regisseur Ab van Eyk bracht ze een aantal hoorspelen op de radio:.
- Vandaag is genoeg (inzending voor Prix Italia; vertaling van werk van Lynne Reid Banks)
- Brandenburgs concert voor hyena's
- De stad is ook mensen
- Het verraad
- De groene horizon
- Jubileum
- Merel in het gras

Colijn werd begraven op de Noorderbegraafplaats Hilversum, bij haar vader, moeder en broer.
- Digitale Bibliotheek voor de Nederlandse Letteren: coli003
- International Standard Name Identifier: 0000 0000 3451 4182
- Library of Congress Control Number: n96087080
- Nederlandse Thesaurus van Auteursnamen: 068803664
- Virtual International Authority File: 27603684